# Notopoma fallohidea
Notopoma fallohidea är en kräftdjursart som först beskrevs av Lowry 1981.  Notopoma fallohidea ingår i släktet Notopoma och familjen Ischyroceridae. Inga underarter finns listade i Catalogue of Life.